# Daishawn Redan

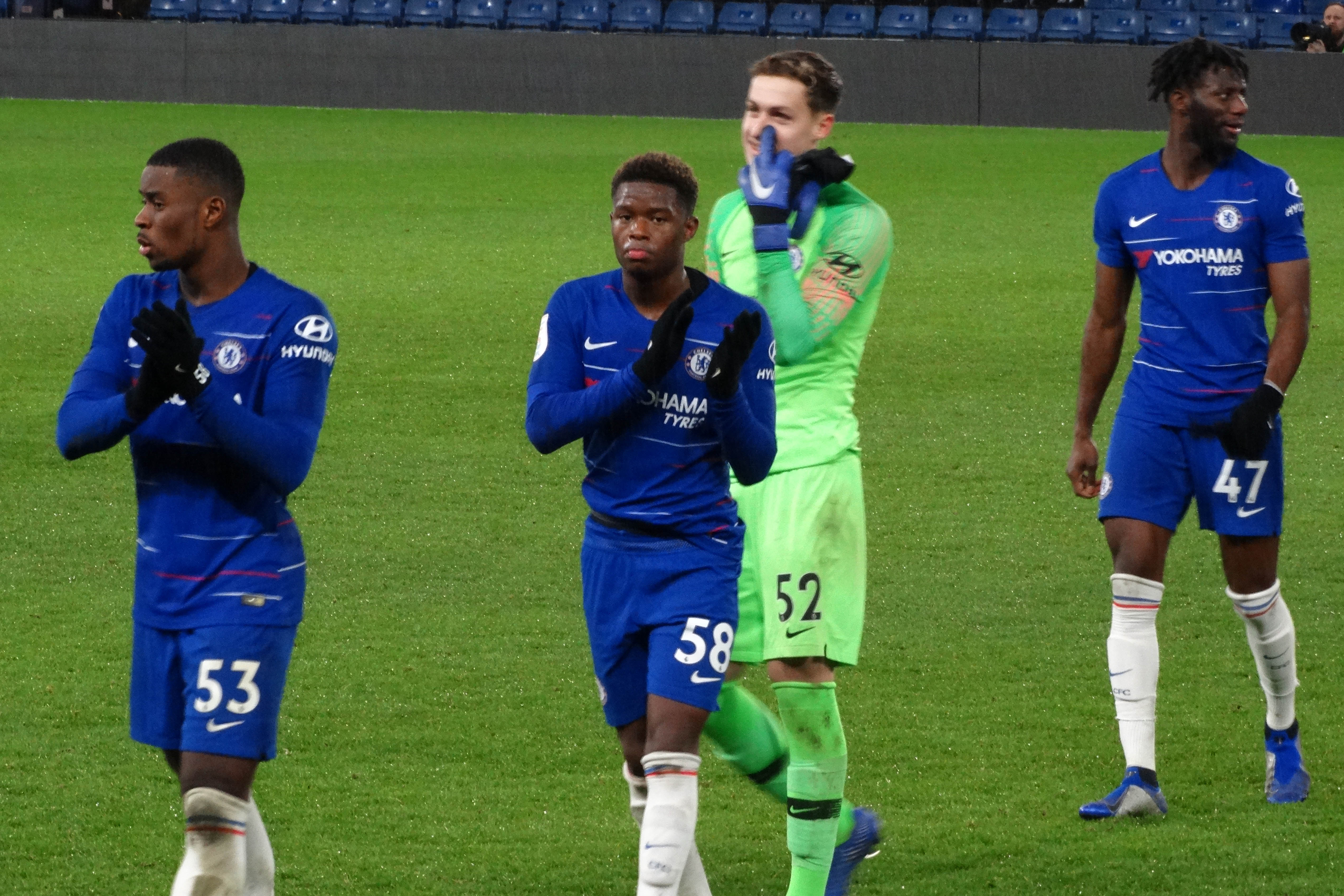
Redan (58) met Chelsea Onder 21 in 2018

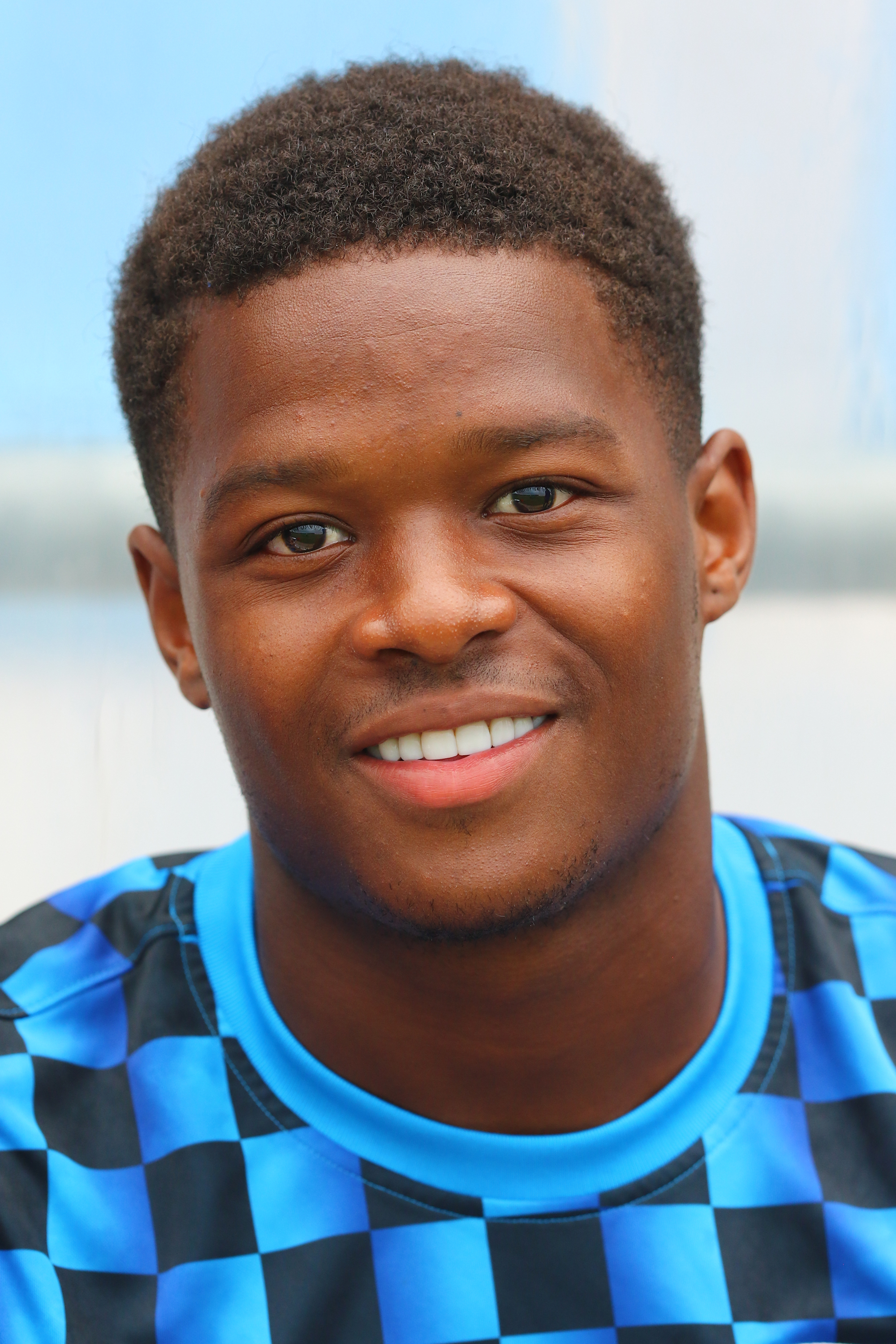
Redan in 2019 voor Hertha BSC

Daishawn Redan (Amsterdam, 2 februari 2001) is een Nederlands voetballer die doorgaans als aanvaller speelt. Hij tekende in januari 2023 een contract tot medio 2026 bij Venezia FC.

## Clubcarrière
Redan werd geboren in Amsterdam en verruilde in 2017 de jeugd van Ajax voor die van Chelsea. Hij tekende in juli 2019 een vijfjarig contract bij Hertha BSC. Hiervoor debuteerde hij op 25 augustus 2019 in de Bundesliga, tegen VfL Wolfsburg. Dat was tot aan de winterstop ook zijn enige wedstrijd in het eerste elftal van de Duitse club. Hertha verhuurde Redan in januari 2020 voor een halfjaar aan FC Groningen.

### Carrièrestatistieken
| Seizoen                    | Club            | Land            | Competitie           | Competitie | Competitie | Beker | Beker | Internationaal | Internationaal | Overig | Overig | Totaal | Totaal |
| Seizoen                    | Club            | Land            | Competitie           | Wed.       | Dlp.       | Wed.  | Dlp.  | Wed.           | Dlp.           | Wed.   | Dlp.   | Wed.   | Dlp.   |
| -------------------------- | --------------- | --------------- | -------------------- | ---------- | ---------- | ----- | ----- | -------------- | -------------- | ------ | ------ | ------ | ------ |
| 2019/20                    | Hertha BSC      | Duitsland       | Bundesliga           | 1          | 0          | 0     | 0     | –              | –              | 0      | 0      | 1      | 0      |
| 2019/20                    | Hertha BSC II   | Duitsland       | Regionalliga Nordost | 8          | 4          | 0     | 0     | –              | –              | 0      | 0      | 8      | 4      |
| 2019/20                    | → FC Groningen  | Nederland       | Eredivisie           | 5          | 0          | 0     | 0     | –              | –              | 0      | 0      | 5      | 0      |
| 2020/21                    | Hertha BSC      | Duitsland       | Bundesliga           | 7          | 0          | 0     | 0     | –              | –              | 0      | 0      | 7      | 0      |
| 2020/21                    | Hertha BSC II   | Duitsland       | Regionalliga Nordost | 3          | 1          | 0     | 0     | –              | –              | 0      | 0      | 3      | 1      |
| 2021/22                    | Hertha BSC      | Duitsland       | Bundesliga           | 0          | 0          | 0     | 0     | –              | –              | 0      | 0      | 0      | 0      |
| 2021/22                    | → PEC Zwolle    | Nederland       | Eredivisie           | 26         | 6          | 2     | 0     | –              | –              | 0      | 0      | 28     | 6      |
| Carrière totaal            | Carrière totaal | Carrière totaal | Carrière totaal      | 50         | 11         | 2     | 0     | 0              | 0              | 0      | 0      | 52     | 11     |
| Bijgewerkt t/m 21 mei 2022 |                 |                 |                      |            |            |       |       |                |                |        |        |        |        |

## Interlandcarrière
Redan speelde voor diverse Nederlandse nationale jeugdselecties. Hij won met Nederland –17 het EK –17 van 2018. Hij was dat toernooi aanvoerder en scoorde drie keer.

## Erelijst
| Europees kampioen –17 | 1x | 2018 |